# Protolepta turbata
Protolepta turbata är en insektsart som beskrevs av Melichar 1912. Protolepta turbata ingår i släktet Protolepta och familjen Dictyopharidae. Inga underarter finns listade i Catalogue of Life.